# Roman Kaleta
Roman Kaleta (ur. 9 lutego 1924 w Bieczu, zm. 16 lipca 1989 we Wrocławiu) – historyk literatury polskiej.
Pochodził z rodziny mieszczańskiej, był synem Franciszka oraz Anny z Różów. Młodość spędził w rodzinnym mieście, gdzie podczas okupacji niemieckiej uczył się i pracował jako robotnik. Po zakończeniu wojny zdał egzamin dojrzałości. Uczęszczał do Liceum Ogólnokształcącego w Bieczu.

## Studia
Studiował na Uniwersytecie Wrocławskim. W czasie studiów działał społecznie i naukowo jako:
- członek w zarządzie Bratniej Pomocy Studentów Uniwersytetu i Politechniki
- członek koła naukowego polonistów
- członek zarządu Federacji Polskich Organizacji Studenckich
- kierownik wydziału kulturalno-oświatowego Federacji Polskich Organizacji Studenckich.

## Twórczość czasu studenckiego
Od początku studiów na wydziale filologii polskiej brał czynny udział w rozwoju piśmiennictwa narodowego. Pierwszym opublikowanym tekstem Kalety był artykuł dotyczący gazety studenckiej, jednak rozgłos przyniosła mu recenzja powieści A. Chojeckiego pod tytułem Alkhadar. Studiując pod okiem J. Kotta i T. Mikulskiego tworzył artykuły, recenzje oraz edycje utworów literackich. Jego teksty drukowane były na łamach „Pamiętnika Literackiego” oraz „Zeszytów Wrocławskich”. W tym czasie pełnił funkcję młodszego asystenta w Katedrze Historii Literatury Polskiej na Uniwersytecie Wrocławskim.

## Praca
13 grudnia 1950 powołany został na stanowisko młodszego asystenta kontraktowego w Katedrze Historii Literatury Polskiej Uniwersytetu Wrocławskiego. Po skończeniu studiów magisterskich oraz uzyskaniu habilitacji został kierownikiem Pracowni Historii Literatury i Edytorstwa Wieku Oświecenia IBL PAN we Wrocławiu (lata 1975-1989). Ogłaszał swoje prace w czasopismach naukowych. Otrzymał nagrodę wrocławskiej prasy. Był członkiem Rzeszowskiego Towarzystwa Naukowego, Rady Naukowej IBL, Rady Naukowej Zakładu Narodowego imienia Ossolińskich. Badał poezję stanisławowską, która stanowiła główny temat jego dzieł.

## Osiągnięcia
- Debiut autorski w czasopiśmie „Odra” w 1948 roku.
- Magisterium w 1951 roku.
- W 1955 roku uzyskał stopień doktora na podstawie rozprawy „Monitor z roku 1763 na tle swoich czasów”.
- 17 października 1963 miało miejsce kolokwium habilitacyjne Romana Kalety na podstawie rozprawy „Poezja polityczna polskiego Oświecenia 1780-1795”. Natomiast 1 stycznia 1965 roku otrzymał tytuł docenta.
- Objęcie kierownictwa nad Pracownią Historii Literatury i Edytorstwa Wieku Oświecenia w 1975 roku.
- Nagroda wrocławskiej prasy w 1975 roku.
- 18 stycznia 1979 otrzymał tytuł profesora nadzwyczajnego.
- Złoty Krzyż Zasługi w 1983 roku.

## Najważniejsze prace
- Sensacje z dawnych lat, Wrocław 1974; Wydawnictwo Iskry Warszawa 2009.
- Oświeceni i sentymentalni. Studia nad literaturą i życiem w Polsce w okresie trzech rozbiorów, Wrocław 1971.
- Biecz Studia Historyczne, redaktor wydania; Wydawnictwo Ossolineum, Wrocław 1962
- Nie masz zgody. Trzy satyry z wieku oświecenia, Wrocław, 1957.
- Anegdoty i sensacje obyczajowe wieku oświecenia w Polsce, Warszawa 1958.

16 czerwca 1989 doznał ciężkiego wylewu. Walka o jego życie trwała dokładnie miesiąc. Zmarł 16 lipca 1989 roku we wrocławskim szpitalu w wieku 65 lat. Ostatnim życzeniem profesora było spocząć obok rodziców – w grobowcu rodzinnym, 21 lipca 1989 pochowano go na cmentarzu komunalnym w Bieczu. 